# رعاش هولمز
رعاش هولمز هو حركة رفرفة جناحية موضعية في الجزء العلوي من الجسم ناتجة عن تلف في المخيخ. اكتشفه غوردون هولمز لأول مرة في عام 1904. رعاش هولمز هو مزيج من رعاشات الراحة والحركة والوضعية. يتراوح تردد الرعاش من 2 إلى 5 هرتز ويتفاقم مع الوضعية والحركة. قد ينشأ عن العديد من الاضطرابات الهيكلية الأساسية بما في ذلك السكتة الدماغية والأورام والصدمات والآفات المخيخية الأخرى. نظرًا لندرة رعاش هولمز، فإن الكثير من الأبحاث تستند إلى حالات فردية.
يتكون الرعاش من مكونين رئيسيين: الحركة الإيقاعية مفرطة الإثارة لحلقات عصبية مفرغة، والتبدلات البنيوية الدائمة الناتجة عن التنكس العصبي. يُستهدف تطور الرعاشات من قبل شبكتين عصبونيتين رئيسيتين، الدارة القشرية-المخططة-المهادية-المخية، والنواة الزيتونية السفلية (ION). عند تشخيص المريض برعاش هولمز، يجب النظر إلى العلامات والأعراض العصبية، بالإضافة إلى التفكير في الأدوية أو المنبهات الأخرى كسبب محتمل للرعاش. في معظم الحالات، يكون تاريخ المريض والفحص العصبي الموجه كافيين لوضع التشخيص.
يعتمد علاج رعاش هولمز على خصائص الرعاش. نظرًا لأن المرض مرتبط بنظام الدوبامين، فإن معظم العلاجات تتضمن الليفودوبا. الأدوية المستخدمة لعلاج أنواع أخرى من الرعاش تنطبق على علاج رعاش هولمز. ومع ذلك، فإن هذه الأدوية تحمل معدل نجاح منخفض.

## العلامات والأعراض
عادةً ما يتميز رعاش هولمز برعاش منخفض التردد (أقل من 4.5 هرتز) مصحوبًا بسلسلة متكررة من رعاش الراحة والرعاش القصدي. تتحرك هذه الرعاشات ببطء وتتركز في المنطقة العلوية من الجسم بشكل عام. يمكن أن يتكون من رعاشات وضعية في العضلات القريبة أيضًا. تتضمن هذه الرعاشات اهتزازًا لا يمكن السيطرة عليه رغم الجهود المبذولة لالتزام السكون. يعتبر رعاش هولمز رعاشًا وضعيًا وقصديًا للراحة. تحدث هذه الحركات غير المنتظمة أثناء راحة العضلات، ولكنها تتفاقم أثناء تقلصات العضلات الإرادية. تظهر الأعراض عادة متأخرة بعد شهر إلى أربعة وعشرين شهرًا من تشكل الآفة.

## الأسباب

### عوامل الخطر
تشمل عوامل خطر الإصابة برعاش هولمز التعرض الزائد للمعادن الثقيلة كالزئبق والرصاص، بالإضافة إلى زيادة تناول الأدوية والسموم المختلفة. وجد الباحثون أن رفع جرعة مضادات الاكتئاب أو مضادات الذهان يزيد من خطر الإصابة برعاش هولمز. يمكن أن تؤدي زيادة تناول القهوة أو الشاي أو المنبهات الأخرى أيضًا إلى زيادة خطر تطور المرض. تعتمد الرعاشات على الجرعة ومقدار التعرض لهذه العوامل، وعادةً ما تنخفض بشكل كبير لدى تقليل الاستهلاك. وإن فرط نشاط الغدة الدرقية وفرط سكر الدم يزيدان من احتمالية الإصابة برعاش هولمز.

### المحرضات
على غرار أسباب معظم الرعاشات، يحدث رعاش هولمز بسبب تلف في دارة تتحكم بمهمة فيزيولوجية كالحركات الدقيقة، والتعلم الحركي، والتحكم في مجموعات العضلات وما إلى ذلك. يحدث رعاش هولمز على وجه التحديد كرد فعل متأخر على التلف في النظام الدوباميني والنظام المخيخي المهادي. السبب الأكثر شيوعًا للتلف هو متلازمة سكتة جذع الدماغ والصدمات. يرتبط تلف مسارات الدوبامين بالعلامات والأعراض العصبية.

### علم الوراثة/الجينوم
نظرًا لأن سكتة وآفات جذع الدماغ هي عادة أسباب رعاش هولمز، ثمة القليل من الأبحاث التي تدعم العامل الجيني للمرض. ومع ذلك، يمكن أن يكون المرء أكثر عرضة للإصابة برعاش هولمز إذا كان هناك تاريخ عائلي من السكتة الدماغية أو تعاطي المخدرات أو غيرها من الاضطرابات التي تزيد من خطر الإصابة.

## العلاج
يمكن أن يفشل علاج رعاش هولمز أو يتأخر بسبب قلة أدوات التشخيص المتاحة. العلاج المفضل هو الإزالة الكاملة للورم. يمكن أن تؤدي إزالة الورم إلى القضاء على الرعاش أو التحكم فيه بشكل أفضل. تتضمن خيارات العلاج الأخرى إستراتيجيات التأقلم مثل تجنب الحركات أو الإجراءات المفاقمة للرعاش. يمكن للمرضى الذين يعانون من رعاش هولمز الاستفادة أيضًا من استخدام مقابض أكبر للأواني وأوزان معصم. ثمة أيضًا بعض العلاجات الدوائية، لكنها ليست فعالة جدًا.